# Jean-Pierre Denis (homme d'affaires)
Pour les articles homonymes, voir Jean-Pierre Denis et Denis.
Jean-Pierre Denis, né le 12 juillet 1960 à Quimper, est un homme d'affaires et chef d’entreprise français. Ancien secrétaire général adjoint de l'Élysée au début du premier mandat de Jacques Chirac, il est de 2008 à 2021 président du Crédit mutuel de Bretagne et du Crédit mutuel Arkéa. Il est aussi à l'origine de la création de l'organisme public de financement des PME innovantes, Oséo, en 2005.

## Biographie

### Débuts et formation
Jean-Pierre Denis grandit à Audierne, dans le Finistère. Son père, Pierre Denis, était médecin à Cléden-cap-sizun,,. Il effectue ses études secondaires au lycée Saint-Louis, à Châteaulin et après un an de classe préparatoire intègre HEC Paris (promotion Allez les cadres). Il étudie ensuite à l’Université Paris II-Panthéon-Assas et entre enfin à l'ENA (promotion Montaigne). Il est titulaire d’une maîtrise en droit et d’une maîtrise en sciences économiques.
Il est l'époux de la haute fonctionnaire Marie-Laure Denis.

### Conseiller politique
En 1988, à l’issue de son cursus à l’ENA, Jean-Pierre Denis intègre l’Inspection des Finances. En 1992, il rejoint la mairie de Paris comme directeur adjoint du cabinet de Jacques Chirac. Élu chef de l’État, trois ans plus tard, ce dernier le nomme secrétaire général adjoint de la présidence de la République. Il se trouve en désaccord d’opinion avec le secrétaire général Dominique de Villepin, et quitte l’Élysée en 1998 à la suite de la dissolution de l’Assemblée nationale. Un conseiller de l’Élysée conserve le souvenir d’« un homme étonnant, à la fois assez sympathique, parlant volontiers football, et capable de mauvais coups, et qui ne cessait de monter les gens les uns contre les autres ».

### Chef d'entreprise (de 1998 à 2007)
Jean-Pierre Denis entre alors à la Compagnie générale des eaux (devenue en 1998 Vivendi) au poste de conseiller pour les opérations de croissance externe du président, Jean-Marie Messier. Il est ensuite nommé directeur général en 1999 puis président de Dalkia, poste qu'il occupe de 1999 à 2003 (groupes Vivendi puis Veolia Environnement). 
En 2003, il est élu président du directoire de la Banque de développement des petites et moyennes entreprises (BDPME). Parallèlement il est président-directeur général du Crédit d’équipement des petites et moyennes entreprises (CEPME), et PDG de l'Agence nationale de valorisation de la recherche (Anvar). 
En juillet 2005, Jean-Pierre Denis participe à la création de l'organisme public de financement des PME innovantes Oséo dont il devient le PDG.

### Crédit Mutuel Arkéa (depuis septembre 2007)
En septembre 2007, Jean-Pierre Denis devient vice-président exécutif, puis, un an plus tard, président du groupe Crédit mutuel Arkéa et du Crédit mutuel de Bretagne. Le Crédit Mutuel Arkéa est le deuxième pôle régional du Crédit Mutuel français.
En octobre 2014, un bras de fer s'engage entre Jean-Pierre Denis (Crédit Mutuel Arkéa) et Michel Lucas (Crédit Mutuel de l’Est ou CM11-CIC), président de la Confédération nationale du Crédit Mutuel : Jean-Pierre Denis voit d'un mauvais œil la concurrence que mène son homologue oriental sur des marchés tels que la région parisienne ou en Bretagne, ainsi que le contrôle qu'il opère sur le groupe via son président, Michel Lucas. Il saisit le 6 octobre 2014 l’Autorité de la concurrence et le tribunal de grande instance de Paris, et défend une scission du groupe afin de reprendre le contrôle sur sa filiale,. En janvier 2016, le tribunal de grande instance de Paris lui donne raison.
En octobre 2016, Jean-Pierre Denis se voit rappeler par la Banque de France que « l’existence d’un seul et unique organe central pour le Crédit Mutuel ainsi que son organisation découle aujourd’hui de la loi française et qu’une résolution qui s’en affranchirait serait dénuée d’effet juridique ». En décembre 2016, Jean-Pierre Denis voit le dossier arriver entre les mains du Conseil d’État qui statue en faveur de la CNCM.
En 2016, il a touché une rémunération de 1 599 931 euros. Entre 2009 et 2016, sa rémunération, a augmenté de 290 %. En juin 2017, Jean-Pierre Denis salue les performances de la banque : « Nous n’avions jamais franchi la barre des 300 millions, une progression de 40% en trois ans, un doublement, au million près, en quatre ans ! ».
En janvier 2018, il inaugure les nouveaux locaux de Fortuneo à Guipavas, qui accueillent les 300 salariés de la banque en ligne du Crédit Mutuel Arkéa. Jean-Pierre Denis revendique l’ancrage territorial d’Arkéa en soulignant « qu’on peut être fier de ses racines tout en restant compétitif et innovant ».
Le 12 mars 2018, Jean-Pierre Denis fait face à un refus du projet d’indépendance par la Banque centrale européenne et l’Autorité de contrôle prudentiel et de résolution, estimé d'une « validité juridique douteuse ». Le 22 mars, il reçoit un courrier des mêmes autorités qui explique qu’elles n’ont pas reçu un « schéma d’organisation susceptible de permettre aux caisses locales qui feraient le choix de quitter le Crédit Mutuel, de préserver un modèle coopératif et mutualiste ».[pertinence contestée] Après avoir pris acte de ce « rappel à l’ordre », Jean-Pierre Denis indique que « plusieurs scénarios sont à l’étude et font l’objet de travaux menés avec les conseils du groupe pour soumettre une proposition aux autorités bancaires françaises et européennes qui préservera le statut coopératif et mutualiste du groupe ».   
Le 11 mai 2018, l'AGEFI publie le classement des rémunérations des dirigeants de banques françaises en 2017 dans lequel Jean-Pierre Denis figure à la sixième place avec une rémunération de 1,59 million d'euros (fixe + variable),.
En 2018, il a touché 1,6 million d'euros. 
En 2020, sa rémunération - et celle de l’ancien directeur général d’Arkéa Ronan Le Moal - sont au cœur d’une polémique, celles-ci ayant été jugées illégales par la confédération nationale du Crédit Mutuel. Entre 2010 et 2019, Jean-Pierre Denis a touché 4,5 millions d’euros, Ronan le Moal 3,7 millions. Le journal Mediapart considère que Jean-Pierre Denis s’est servi sur ces huit exercices la somme de 4 567 156 euros auxquels il ne pouvait pas légalement prétendre et que sa volonté de changer les statuts du Crédit Mutuel Arkéa permettrait de rendre la part variable de sa rémunération légale, alors que, selon la  Confédération nationale du Crédit mutuel, elle ne l’est pas.  
Le 11 mai 2021 Jean-Pierre Denis quitte la tête du Crédit Mutuel Arkéa. Il est remplacé par  Julien Carmona.

### Autres mandats
Jean-Pierre Denis est trésorier de la LFP depuis 2005. Il a été président par intérim de la Ligue de football professionnel (LFP) pendant une durée de 4 mois, du 27 mai au 11 novembre 2016, pour pallier le départ du président démissionnaire Frédéric Thiriez. Nathalie Boy de La Tour lui a succédé à ce poste.  
Depuis le 9 juin 2008, Jean-Pierre Denis est administrateur indépendant pour Kering. Son mandat est renouvelé par l'Assemblée générale mixte du 29 avril 2016 qui prendra fin le 31 décembre 2019. Il bénéficie à ce titre de jetons de présence d'un montant de 104 842 euros en 2016.
En 2012, Jean-Pierre Denis occupe le poste d'administrateur de la caisse de Crédit Mutuel de Pont-Croix (Finistère). Il est également administrateur de Nexity (31 406 euros de rémunération en 2016), ainsi que de Paprec Holding, entre autres. Il appartient par ailleurs au conseil de surveillance de Tikehau Capital, « le fonds financier qui a embauché François Fillon ».
En octobre 2021, Jean-Pierre Denis intègre le groupe de recyclage Paprec comme vice-président chargé des grands projets[source secondaire souhaitée].
Depuis 2017, Jean-Pierre Denis est aussi administrateur du groupe agroindustriel Avril[source secondaire souhaitée].